# Hofanlage Georgstraße 10
Die Hofanlage Georgstraße 10 im niedersächsischen Elsfleth, Ortsteil Moorriem, Bauerschaft Eckfleth in dem Landkreis Wesermarsch, stammt von 1914 und aus dem 19. Jahrhundert.

Aktuell (2023) wird sie als Wohnhaus und wohl gewerblich  genutzt.
Die Gebäude stehen unter Denkmalschutz (siehe auch Liste der Baudenkmale in Elsfleth).

## Geschichte
Die Marschhufensiedlung Moorriem mit der südlichen Bauerschaften Eckfleth erstreckt sich über etwa 16 Kilometer, wurde nach 1062 gegründet und erhielt im 14. Jahrhundert die heutige Struktur mit den schmalen, oft extrem langgestreckten Parzellen. Im Abstand von ca. 50 bis 100 Metern liegen zahlreiche Hofstellen auf Wurten.
Die auf einer Wurt stehende Hofanlage auf einem großen Grundstück mit markantem alten Baumbestand besteht aus:
- dem eingeschossigen giebelständigen Wohn- und Wirtschaftsgebäude von 1914 (Inschrift) in Backsteinaußenmaurn als Zweitänder-Hallenhaus, mit Krüppelwalmdach und Niedersachsengiebeln mit Uhlenloch sowie mit Rahmung der Bögen und ansteigenden Treppenfries am Giebel[2]
  - dem nördlich angebauten Stall in Backsteinmauerwerk mit Satteldach,
- der älteren giebelständigemScheune aus der Mitte des 19. Jahrhunderts, in Fachwerk und Ankerbalkenkonstruktion mit Backsteinausfachungen und zum Teil berbohlt, mit Walmdach und Querdurchfahrt,[3]
- dem kleinen Backhaus,
- sowie weiteren nicht denkmalgeschützte Nebengebäuden.

Das Landesdenkmalamt befand:  „… geschichtliche Bedeutung … als beispielhafte, im frühen 20. Jh. an älterer Stelle und unter Verwendung einer älteren Scheune neu errichtete Hofanlage  …“